# The Shadow Knows
The Shadow Knows ist das fünfte Album Roger Chapmans. Es erschien 1984 auf dem Label Instant Records, hielt sich zehn Wochen in den deutschen Charts und erreichte am 1. Oktober 1984 mit Platz 24 seine höchste Platzierung. Es ist damit sein höchstdotiertes Album, das dem Bluesrock und Pop-Rock zugeordnet wird. Mit How How How enthält es zudem Chapmans einzige Singleplatzierung in den Charts als Solokünstler in Deutschland (Platz 46) und Österreich (Platz 18).

## Musikstil
Der Albumtitel The Shadow Knows ist ein amerikanisches Sprichwort bzw. geflügeltes Wort aus der Radio-Krimireihe The Shadow mit Orson Welles der 1930er Jahre. Jede Folge der Radiosendung begann mit den Sätzen „Who knows what evil lurks in the hearts of men? The Shadow knows!“ („Wer weiß, welches Böse in den Herzen der Menschen lauert? Der Schatten weiß es!“) Es folgte ein überlegenes ominöses Lachen des Helden „The Shadow“. Das Cover des Albums ist, wie Chapmans letzte drei Alben, in einer Art Comicstil bzw. Pop-Art gehalten und zeigt ein ernstes Gesicht mit dem Finger auf den Lippen, um Ruhe und Zuhören einzufordern. The Shadow Knows kann insofern als Konzeptalbum gelten, weil Roger Chapman sich überwiegend mit den kriminellen und allgemeinen Abgründen des Menschen beschäftigt.
Musikalisch ist das Album sehr rockig mit Gitarre, Saxophon und Keyboardarrangements produziert und sehr rhythmusbetont. Roger Chapman trägt seine Lieder in gewohnter Weise von leicht säuselnd, zart singend bis schreiend mit seiner typischen rauen Stimme vor.
Der erste Song Busted Loose (dt. etwa: Ausbrechen) ist eine Coverversion des irischen Folksängers Paul Brady. Chapman besingt dort einen ausgebrochenen Sträfling, der nach Rache sinnt.
Der zweite Titel Leader of Men ist ein funkiger Rocksong und die zweite Singleauskopplung des Albums. Textlich setzt sich Chapman kritisch mit der Versuchung des Menschen, Macht haben zu wollen, auseinander und sieht dieses Gebaren eher als teuflische Verblendung. Das folgende Musikstück Ready to Roll hat einen bluesigen Anfang und Ende mit einem pop-rockigen Mittelteil und einem kryptischen Text, der die Lage eines Verzweifelten Menschen beschreibt, mit Anspielungen auf Edgar Allan Poes The Raven. Der vierte Titel I Think of You Now ist ein klassisch vorgetragener Bluessong, den Chapman mit rauer und schreiender Stimme vorträgt. Der Text drückt den Schmerz des Verlassenwerdens und das Klagen des Sängers aus.
Auch der nächste Titel Sitting Up Pretty ist ein lupenreiner Bluessong mit starker Keyboarduntermalung. Der Song besingt satirisch die soziale Spaltung zwischen Regierungseliten, die auf Kosten der einfachen Menschen, die ums Überleben kämpfen müssen, zu ihrer Machtposition gekommen sind. (Songzeile: „You're just another cuckoo, an unwelcome guest, getting fatter by the minute in another bird's nest.“)
Die Single How How How konnte sich in Österreich zwei Wochen und in Deutschland sieben Wochen in den Charts platzieren. Der Shortlist-Schlagzeuger Sam Kelly bezeichnete diesen Song als „a great powerful rock-feel track“. Es blieb Chapmans einzige Single als Solokünstler, die in Deutschland und Österreich charten konnte. Stilistisch enthält der Song funkige und jazzige Elemente und ist eher für die damalige Zeit ein unkonventioneller progressiver Rocksong. How How How beschreibt das sich immer ins neue Verlieben als Verrücktheit.
Only Love Is in Red ist ein glatt durcharrangierter Pop-Rocksong, ebenso Sweet Vanilla mit einem eingängigen Gitarrenriff. Sweet Vanilla erinnert stark an Huey Lewis & the News Song I Want a New Drug. Der letzte Titel auf The Shadow knows, I’m a Good Boy Now, enthält im Abspann eine ironische Anspielung auf die Radio-Krimireihe The Shadow und nimmt damit Bezug auf den Albumtitel. Jede Episode von The Shadow begann und endete mit einem ominösen oder siegessicheren Lachen. So ist auch am Ende des Songs I’m a Good Boy Now die gesungene Zeile zu hören: „The Shadow“ und ein ominöses, siegessicheres Lachen.

## Entstehungsgeschichte
Roger Chapmans stellte 1984 seine Begleitband The Shortlist mit Ausnahme des Gitarristen Geoff Whitehorn und Saxophonist Nick Pentelo komplett um. Tony Stevens am Bass (Ex-Foghat), Ex-Streetwalker Brian Johnstone am Keyboard und Sam Kelly als Schlagzeuger. In dieser Besetzung tourten Chapman and the Shortlist ununterbrochen durch das Jahr 1984. Sechs Wochen nachdem Mike Oldfields und Roger Chapmans Shadow on the Wall am 27. Februar 1984 nach 20 Wochen aus den deutschen Charts verschwand, stieg seine Single How How How (Chapman/Whitehorn) am 2. April 1984 direkt von Null auf Platz 48 ein. Eine Woche später erreichte sie mit Platz 46 ihre höchste Platzierung und konnte sich sieben Wochen in den Top 100 halten. How How How war eine Vorabveröffentlichung des Albums The Shadow Konws. Am 14. Juli 1984 wurde vom deutschen Fernsehen das Konzert Lieder im Park im Frankfurter FSV-Stadion aufgezeichnet, welches Chappo mit neuem sportlichem Outfit und gefärbten Haaren zeigte. The Busted Loose Tour führte ihn schließlich vom 12. Oktober bis 9. Dezember 1984 durch Deutschland, Österreich und Dänemark. Neben der Promotion-Tour für The Shadow Knows wurde auch die zweite Singleauskopplung Leader of Men vorgestellt. Die Abschlusskonzerte seiner Tour am 8. Dezember in West-Berlin und am 9. Dezember in Ost-Berlin wurden aufgezeichnet und vier Livetitel fünf Jahre später als Bonusmaterial (Live in Berlin) mit The Shadow Knows neu herausgebracht.
Das Album The Shadow Knows stieg direkt nach seiner Veröffentlichung am 24. September auf Platz 50 in die deutsche Charts und erreichte am 1. Oktober mit Platz 24 seine höchste Position. Es blieb damit sein höchstdotierter Longplayer bis heute.

## Titelliste
01. Busted Loose (Paul Brady) 4:45
02. Leader of Men (Chapman) 5:15
03. Ready to Roll (Chapman) 5:52
04. I Think of You Now (Chapman) 5:11
05. Sitting Up Pretty (Chapman/Whitehorn) 4:40
06. How How How (Chapman/Whitehorn) 5:41
07. Only Love Is in Red (Palmer/Chapman) 4:26
08. Sweet Vanilla (Chapman) 3:58
09. I’m a Good Boy Now (Chapman) 2:53
Bonus-Tracks (Live in Berlin) Label: Mystic Records, 2007
10. Shadow on the Wall (M. Oldfield) 7:50
11. Let Me Down (Chapman) 4:56
12. How How How (Chapman/Whitehorn) 7:12
13. Mango Crazy (Chapman/Whitehorn) 11:10

## Rezeption
Von Allmusic erhielt das Album 2,5 Sterne. Der Musikkritiker David Randall bezeichnete The Shadow Knows dagegen als „exzellent“.
Der Schlagzeuger und damalige Shortlistmusiker Sam Kelly beschrieb How How How als „a great powerful rock-feel track“ und er sei stolz an dem Album The Shadow Knows mitgewirkt zu haben („Very proud to have played on this album.“)